# داوید فریرو
داوید فریرو (انگلیسی: David Ferreiro؛ زادهٔ ۱ آوریل ۱۹۸۸) بازیکن فوتبال اهل اسپانیا است که عمدتا در پست وینگر برای کارتاخنا بازی می‌کند.